# مسجد شیخی
مسجد شیخی مربوط به دوره قاجار است و در بندر لنگه، محله مساح، ضلع شمالی بازار واقع شده و این اثر در تاریخ ۱۱ دی ۱۳۸۰ با شمارهٔ ثبت ۴۵۹۶ به‌عنوان یکی از آثار ملی ایران به ثبت رسیده است.